# Synothele mullaloo
Espèce
Synothele mullaloo est une espèce d'araignées mygalomorphes de la famille des Barychelidae.

## Distribution
Cette espèce est endémique de Perth en Australie-Occidentale,. Elle se rencontre vers Mullaloo.

## Description
Le mâle holotype mesure 9 mm

## Étymologie
Son nom d'espèce lui a été donné en référence au lieu de sa découverte, Mullaloo.

## Publication originale
- Raven, 1994 : Mygalomorph spiders of the Barychelidae in Australia and the Western Pacific. Memoirs of the Queensland Museum, vol. 35, no 2, p. 291-706 (texte intégral).